# Planulinoididae
Planulinoididae es una familia de foraminíferos bentónicos de la superfamilia Discorbinelloidea, del suborden Rotaliina y del orden Rotaliida. Su rango cronoestratigráfico abarca desde el Plioceno hasta la Actualidad.

## Clasificación
Planulinoididae incluye a las siguientes subfamilias y géneros:
- Planulinoides

Otro género considerado en Planulinoididae es:
- Discotruncana, aceptado como Planulinoides